# Angiogenina
Angiogenina (Ang) ou ribonuclease 5 é uma proteína que nos seres humanos é codificada pelo gene ANG. A angiogenina é um estimulador de novos vasos sanguíneos, através de um processo denominado angiogénese.